# Cotești
Cotesti là một xã thuộc hạt Vrancea, România. Dân số thời điểm năm 2002 là 4798 người.